# Ebdrup Kirke
Ebdrup Kirke er en kirke i landsbyen Ebdrup i Kolind-Ebdrup-Skarresø Sogn på Djursland. Små 23 kilometer sydvest for Grenaa. Kirken består af et kor, skib og et kirketårn, fra romansk tid. 

## Historie
I slutningen af middelalderen tilføjede man et tårn på skibets vestende, mens et våbenhus på skibets sydside er fra slutningen af 1700-tallet. Tårnet er typisk østjysk ved at være et syltetårn, hvor en meget høj åbning i vestenden giver det indtryk, at tårnet står på stylter. 
I dag er kirken hvidkalket udvendigt, med et rødt tag.

## Inventar
Kirkerummet er hvidkalkede vægge og rødmalede trælofter, gulvet er i hvide og sorte fliser i rudermønster. Kirkens ældste del er den romanske døbefont af granit, som er enkelt udsmykket. Altertavlen fra renæssancen. Prædikestolen er fra 1605 hvor der er malerier af forskellige bibelske figurer.

## Billedgalleri
- Kirkens alter.
- Kirkerummet.
- Kirkens prædikestol.
- Kirken set fra øst.